# Veliko Krčevo
Veliko Krčevo is een plaats in de gemeente Majur in de Kroatische provincie Sisak-Moslavina. De plaats telt 112 inwoners (2001).